# Prince (cigaretmærke)
 For alternative betydninger, se Prince (flertydig). (Se også artikler, som begynder med Prince)
Prince er et cigaretmærke, ejet af House of Prince A/S, som frem til 2008 var et datterselskab af Skandinavisk Tobakskompagni. I dag er virksomheden ejet af British American Tobacco.
Med Prince slog cigaretter med filter for alvor igennem i Danmark, og det er i dag kun en mindre andel af cigaretterne på markedet, der er uden filter.
Prince blev i 1957 introduceret på det danske marked af Chr. Augustinus Fabrikker som 'modsvar' til den første filtercigaret herhjemme, All-Over, som R. Færchs Fabrikker sendte på markedet fire år tidligere. Gennem årtier var Prince ubestridt markedsleder, men den position er i de senere år blevet udfordret af de billige mærker som LA, der har taget betragtelige markedsandele. I 2002 sad Prince på 48,1 procent af det danske cigaretmarked, mens det fem år senere blot stod for 26,7 procent af salget.
Lige fra begyndelsen markedsførte Prince sig under sloganet Jeg er også gået over til Prince. Først var modellerne, der medvirkede anonyme, men allerede fra 1960'erne var det kendte ansigter, der medvirkede. I 1990'erne var det blandt andet fotomodellen Tina Kjær. Danmark forbød i lighed med andre EU-lande reklamer for tobak med virkning fra nytår 2002.
I 1961 lanceredes Prince på det svenske marked og i 1967 på det norske, hvor det i dag har en markedsandel på ca.
42%, og hvor Prince Rounded Taste er landets mest solgte cigaret. Den nordlige del af Vesttyskland blev indtaget i 1972 og det øvrige Tyskland i 1986. I dag fås Prince-cigaretter i over 40 lande i verden.

## Varianter
- Prince Rich Taste
- Prince Rounded Taste
- Prince K White
- Prince Grey
- Prince Golden Taste
- Prince Smooth Taste
- Prince Highland Taste
- Prince Menthol Taste
- Prince (Re)defined Oak
- Prince (Re)defined Amber
- Prince (Re)defined Sand
- Prince Midnight taste
- Prince Boost Menthol
- Prince 1mg
- Prince Black Plus (ændret fra double click, efter menthol forbud)
- Prince Light (ændret til Rounded Taste i 2011)